# اشکال افعال در زبان عربی: ثلاثی مجرد و ثلاثی مزید
افعال در زبان عربی براساس شکل «سوم شخص مفرد در فارسی» به دو گروه تقسیم می‌شوند:
1. ثلاثی مجرد: فعلی که اولین صیغه ماضی (سوم شخص مفرد مذکر) آن تنها دارای ۳ حرف اصلی است و حرف زائد ندارد.
2. ثلاثی مزید: فعلی است که اولین صیغه ماضی (سوم شخص مفرد مذکر) آن علاوه بر ۳ حرف اصلی دارای حروف زائد نیز باشد.

مثال از فعل ثلاثی مجرد: «کَتَبَ» - «جَلَسَ»
مثال از فعل ثلاثی مزید: «شاهَدَ» - «عَلَّمَ»
باب های ثلاثی مزید:
| حروف زائد               | ماضی  | مضارع | امر   | مصدر        | باب    |
| یک حرف زائد (أ)         | أفعَلَ  | یُفعِلُ  | أفعِل  | إفعال       | إفعال  |
| یک حرف زائد (ا)         | فاعَلَ  | یُفاعِلُ | فاعِل  | مُفاعَلَة=فِعال | مُفاعَلَة |
| ----------------------- | ----- | ----- | ----- | ----------- | ------ |
| یک حرف زائد (ع)         | فَعَّلَ   | یُفَعَّلُ  | فَعَّل   | تفعیل       | تفعیل  |
| دو حرف زائد («ا» و «ت») | اِفتَعَلَ | یَفتَعِلُ | اِفتَعِل | اِفتعال      | اِفتعال |
| دو حرف زائد («ا» و «ن») | اِنفَعَلَ | یَنفَعِلُ | اِنفَعِل | اِنفعال      | انفعال |